# Машинско-електротехничка школа Параћин
Машинско-електротехничка школа у Параћину је једна од четворогодишњих средњих школа на територији општине Параћин и функционише у оквиру образовног система Републике Србије.
Претеча данашње школе била је Грађанска школа отворена још давне 1889. године. Од 1905. године када постаје Прва занатско-трговинска школа, ова установа није пуно излазила из свог оквира образовања. Уз мање измене у називу и смеровима који су се изучавали, 1990. године школа добија садашњи назив.
Машинско-електротехничка школа у Параћину располаже са дванаест учионица, седам кабинета, а на располагању су им и фискултурна сала као и фитнес центар и библиотека. Практична настава одвија се у радионицама и лабораторијама са свим потребним алатима и опремом. За потребе практичне наставе користе се: радионица за аутоелектричаре, лабораторија за електронику и електротехнику, електрична мерења и рачунаре.
Будући ученици бирају један трогодишњи или четворогодишњи смер из подручја рада електротехника.